# Tatrologia
Tatrologia, tatroznawstwo – stosowany powszechnie w wydawnictwach poświęconych Tatrom termin na określenie całokształtu wiedzy o Tatrach, obejmujący zarówno aspekty topograficzne, geograficzne, jak też przyrodnicze, etnograficzne, kulturoznawcze i inne. Specjalistów z tej dziedziny wiedzy określa się mianem tatrologów lub tatroznawców. Terminów tych używa się co najmniej od 1985 roku. Wybitnymi tatrologami w Polsce są: Witold Henryk Paryski, Zofia Radwańska-Paryska, Józef Nyka, Władysław Cywiński, a na Słowacji – Ivan Bohuš.